# Black Hornet
Le Black Hornet (aussi connu sous les noms de Black Hornet Nano ou Prox Dynamics PD-100) est un micro-drone de reconnaissance ressemblant à un hélicoptère, conçu et produit par les sociétés Prox Dynamics puis FLIR Systems.

## Historique
Le Black Hornet est développé par l’entreprise norvégienne Prox Dynamics, fondée en 2007 ; elle est rachetée en 2016 par FLIR Systems, qui fournissait certains capteurs du drone.

## Caractéristiques

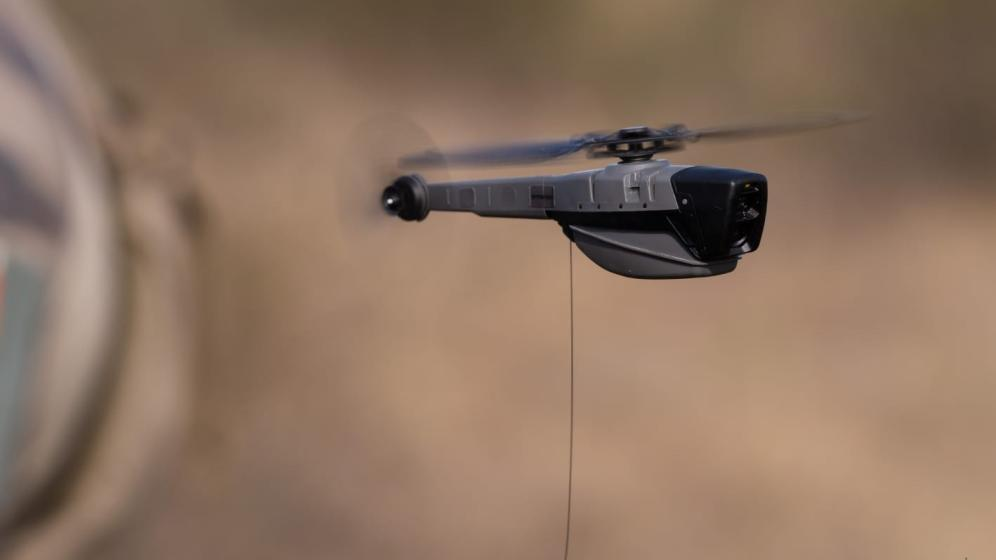
En vol avec l'antenne voyante, dans le cadre de Mission Aigle au camp de Babadag, septembre 2023.

Les appareils mesurent environ 10 cm de long pour 2,5 cm de large, pèsent entre 16 et 18 g selon les versions. Ils disposent d’environ 25 minutes d’autonomie, peuvent s’éloigner d’1,5 km et se déplacer à 18 km/h. Il existe plusieurs versions dotées de trois caméras ou de seulement deux caméras et d’un capteur infrarouge.

## Utilisations
Le drone est utilisé par les troupes britanniques en Afghanistan, les forces armées des États-Unis et d’Australie, ainsi que l’armée française dans le cadre de l’opération Barkhane depuis 2016. Leur livraison à l’Ukraine par les Américains a été annoncée dans le cadre de son conflit avec la Russie.

## Utilisateurs
En septembre 2016, le PD-100 Black Hornet était utilisé par 19 pays de l'OTAN et alliés
- Algérie : 104e régiment de manœuvres opérationnelles
- Inde : Forces armées indiennes[2]
- Australie : Australian Army[7]
- Allemagne : Bundeswehr[8]
- Pays-Bas : Forces armées néerlandaises[9]
- Nouvelle-Zélande : Special Air Service of New Zealand
- Norvège: Forces armées norvégiennes[10]
- Royaume-Uni: British Army[réf. nécessaire], retiré en 2016 après l'Operation Herrick[11]. Réintroduit en avril 2019[12]
- États-Unis: United States Marine Corps[réf. nécessaire]
- France: Commandement des opérations spéciales[13]
- Espagne: Forces armées espagnoles[2]
- Turquie: Forces armées turques[14],[15],[16]